# Masters of Science Fiction
Masters of Science Fiction è una serie televisiva statunitense/canadese del 2007 trasmessa dalla ABC e costituita da 6 episodi: gli ultimi due, a causa degli ascolti non soddisfacenti, vennero trasmessi in Canada il 2 e il 9 dicembre del 2007, dalla tv via cavo Space.
Masters of Science Fiction è stata concepita come serie antologica di fantascienza sulla falsariga di Masters of Horror (2005-2007), di cui condivideva lo stesso format generale: adattamenti di storie tratte da autori di genere (tra cui Robert A. Heinlein e Walter Mosley), in episodi autoconclusivi di circa un'ora (compresi gli spazi pubblicitari), diretti da registi affermati (tra i quali Mark Rydell, candidato all'Oscar nel 1982 per Sul lago dorato e Harold Becker).
Gli episodi hanno un'introduzione (solo audio) del fisico Stephen Hawking, in linea con la tradizione delle serie antologiche classiche della tv americana.

## Episodi
| Stagione       | Episodi | Prima TV USA | Prima TV Italia |
| -------------- | ------- | ------------ | --------------- |
| Prima stagione | 6       | 2007         | 2010            |

## Critica
La serie, la cui produzione durò oltre un anno, per le regie e gli attori coinvolti nel progetto (Judy Davis, Sam Waterston, Anne Heche, Malcolm McDowell, Terry O'Quinn, James Cromwell, Brian Dennehy, John Hurt) venne definita come un prodotto di alta qualità, perfino "troppo artistica", uno dei motivi del mancato successo presso il grande pubblico.